# Chapelle Notre-Dame-de-la-Délivrance d'Ancenis
La chapelle Notre-Dame-de-la-Délivrance est un édifice religieux catholique située à Ancenis-Saint-Géréon dans le département de la Loire-Atlantique en France.

## Description
La chapelle Notre-Dame-de-la-Délivrance est situe sur la place Saint-Pierre, à quelques mètres à droite de l'église Saint-Pierre, l'église paroissiale d'Ancenis, l'une des villes constituant la commune d'Ancenis-Saint-Géréon en Loire-Atlantique.
Il s'agit d'un petit édifice à plan rectangulaire d'environ 25 m de long sur 12 m de large. Sa principale caractéristique réside dans son autel monumental, dont le retable occupe l'intégralité du mur pignon de la chapelle.

## Historique
En 1943, un sarcophage mérovingien est découvert sur le site, indiquant une présence chrétienne dans la région aux VIIe et VIIIe siècles[réf. nécessaire]. La chapelle est construite en 1946 ; il s'agit d'un ex-voto, édifié pour remercier Marie d'avoir protégé la ville pendant la Seconde Guerre mondiale.
Le retable monumental du mur pignon est l'œuvre de Jean Mazuet (1908-1984). Le vitrail du chevet est d'Henri Uzureau.